# Zelotibia major
Zelotibia major Russell-Smith & Murphy, 2005 è un ragno appartenente alla famiglia Gnaphosidae.

## Etimologia
Il nome della specie deriva dal termine latino major, che significa maggiore, più grande, in riferimento alla taglia alquanto grande del maschio.

## Caratteristiche
L'olotipo maschile rinvenuto ha lunghezza totale è di 6,00mm; la lunghezza del cefalotorace è di 2,40mm; e la larghezza è di 2,00mm.

## Distribuzione
La specie è stata reperita in Burundi centrale: l'olotipo maschile è stato rinvenuto nei pressi di Rusarenda, appartenente alla provincia di Muramvya.

## Tassonomia
Al 2016 non sono note sottospecie e dal 2005 non sono stati esaminati nuovi esemplari.